# 2005-ös Junior Eurovíziós Dalfesztivál
A 2005-ös Junior Eurovíziós Dalfesztivál (franciául: Concours Eurovision de la chanson junior 2005, hollandul: Junior Eurovisiesongfestival 2005, angolul: Junior Eurovision Song Contest 2005) volt a harmadik Junior Eurovíziós Dalfesztivál, melyet a belgiumi Hasseltben rendeztek. A verseny pontos helyszíne a Ethias Aréna volt. A versenyre 2005. november 26-án kerül sor. Az Eurovíziós Dalfesztivállal ellenben itt nem az előző évi győztes rendez, hanem pályázni kell a rendezés jogára, azonban az előző év győztese előnyt élvez a rendezési jog megszerzésében. 2004-es Junior Eurovíziós Dalfesztivál a spanyol María Isabel győzelmével zárult, aki az Antes muerta que sencilla című dalt adta elő Lillehammerben.
16 ország erősítette meg a részvételét a dalfesztiválra, beleértve Oroszországot, valamint Szerbia és Montenegrót, melyek első alkalommal vettek részt. Ciprus, Franciaország, Lengyelország és Svájc pedig visszaléptek. Ciprus azonban, egyedülálló módon, engedélyt kapott a szavazásra.
A verseny győztese a Fehéroroszországot képviselő Ksenia Sitnik lett, aki 149 pontot összegyűjtve nyerte meg a döntőt, az ország első győzelmét aratva. A My vmeste című dal összesen három országtól kapott maximális 12 pontot. A második helyen Spanyolország, míg a harmadik helyen Norvégia végzett.  Norvégia, Dánia és Görögország megszerezte legjobb eredményét, a dánok negyedikek míg a görögök hatodikak lettek. Svédország zsinórban harmadjára végzett tizenötödik helyen, amely egyben a legrosszabb helyezésüknek számít, míg az Egyesült Királyság és Málta legrosszabb eredményét érte el, a britek tizennegyedik, a máltaiak pedig utolsó helyen végeztek.

## A helyszín és a verseny
| Zágráb Amszterdam Hasselt |

2003 novemberében az előzetes találgatások alapján Hollandia tűnt a lehetséges rendező országnak. Ugyanebben a hónapban Jeroen Depraetere, a verseny koordinátora az EBU nevében bejelentette, hogy öt ország jelezte készségét a verseny megszervezésére. 2004 márciusában a sikeresen pályázó országok közül Belgiumot választották a verseny rendezésének jogára öt másik ország, köztük Horvátország és Hollandia előtt. Mai napig ez volt az egyetlen alkalom, hogy Belgiumban rendezték a dalversenyt.
2004 novemberében bejelentették, hogy a flamand Hasselt városa ad otthont a versenynek. 
A 21 600 fő befogadására alkalmas Ethias Aréna adott otthont a rendezvénynek. Érdekesség, hogy mai napig ez volt a dalfesztivál történelme során a legnagyobb kapacitású helyszín.
A verseny időpontját nem sokkal a 2004-es lillehammeri verseny után erősítették meg. 

### Műsorvezetők
A 2005-ös verseny házigazdái Marcel Vanthilt, belga énekes és műsorvezető, valamint Maureen Louys, belga műsorvezető, később Eurovíziós pontbejelentő és kommentátor, voltak.

## A résztvevők

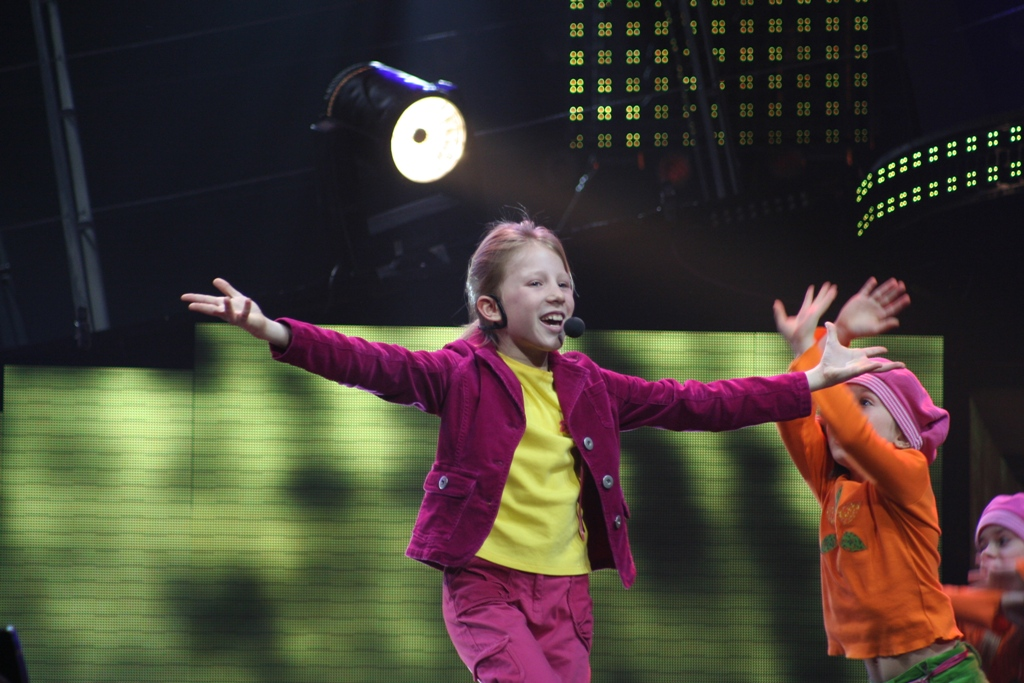
A házigazda Belgiumot képviselő Lindsay

Eredetileg Grúzia, Litvánia, Monaco és Ukrajna is indult volna, de mégsem indultak el, viszont először vett részt Oroszország, valamint Szerbia és Montenegró. Emellett visszalépett a versenytől Franciaország, Lengyelország és Svájc, így tizenhat ország indult a hasselti versenyen.
Eredetileg Ciprus is részt vett volna, de az indulójukkal kapcsolatban plágiumgyanú merült fel, ezért visszaléptek. A szavazásra engedélyt kaptak, így ez volt az első alkalom, hogy egy nem részt vevő ország is szavazott.
Érdekesség, hogy a Horvátországot képviselő Lorena Jelusić, a 2003-as horvát induló - és egyben a legelső verseny győztesének, Dino Jelusić testvére.
| Ország                | Műsorsugárzó | Előadó                | Dal                        | Nyelv       | Dalszerző(k)                                        |
| --------------------- | ------------ | --------------------- | -------------------------- | ----------- | --------------------------------------------------- |
| Belgium               | RTBF/VTR     | Lindsay               | Mes rêves                  | francia     | Lindsay Daenen                                      |
| Dánia                 | DR           | Nicolai               | Shake Shake Shake          | dán, angol  | Nicolai Kielstrup                                   |
| Egyesült Királyság    | ITV          | Joni Fuller           | How Does It Feel?          | angol       | Joni Fuller                                         |
| Fehéroroszország      | BTRC         | Ksenia Sitnik         | My vmeste                  | orosz       | Ksenia Sitnik                                       |
| Görögország           | ERT          | Alexandros és Kalli   | Tóra íne i szirá masz      | görög       | Alexandros Chountas Kalli Georgelli                 |
| Hollandia             | AVRO         | Tess                  | Stupid                     | holland     | Tess Gaerthé                                        |
| Horvátország          | HRT          | Lorena Jelusić        | Rock Baby                  | horvát      | Lorena Jelusić                                      |
| Lettország            | LTV          | Kids4Rock             | Es esmu maza jauka meitene | lett        | Daniēls Groza Monta Beļinska                        |
| Macedónia             | MRT          | Denis Dimoski         | Rodendeski baknež          | macedón     | Stefan Krstevski                                    |
| Málta                 | PBS          | Thea & Friends        | Make It Right!             | angol       | Thea Saliba                                         |
| Norvégia              | NRK          | Malin                 | Sommer og skolefri         | norvég      | Malin Reitan                                        |
| Oroszország           | VGTRK        | Vlagyiszlav Krutszkih | Doroga k Szolncu           | orosz       | Artyom Kavaleryan Kim Breitburg Vladislav Krutskikh |
| Románia               | TVR          | Alina Eremia          | Țurai!                     | román       | Alina Eremia                                        |
| Spanyolország         | RTVE         | Antonio José          | Te traigo flores           | spanyol     | Antonio José Sánchez Mazuecos                       |
| Svédország            | SVT          | M+                    | Gränslös kärlek            | svéd        | Maria Chabo Maria Josefson                          |
| Szerbia és Montenegró | UJRT         | Filip Vučić           | Ljubav pa fudbal           | montenegrói | Filip Vučić                                         |

## A versenyszabályok változása
Ekkor vezették be azt a szabályt, hogy a szavazás elején minden részt vevő ország kap alapból 12 pontot.
Először volt a versenynek mottója: Let's Get Loud, azaz Legyünk hangosak!.

## A versenyt megelőző időszak

### Nemzeti válogatók
A versenyre nevező 16 ország közül 15 nemzeti döntő keretén belül, 1 belső kiválasztás alkalmazásával választotta ki indulóját.
Az indulók közül Belgium, Dánia, az Egyesült Királyság, Fehéroroszország, Görögország, Hollandia, Horvátország, Lettország, Macedónia, Málta, Norvégia, Románia, Spanyolország és Svédország apróbb változtatásokkal ugyanazt azt a nemzeti döntőt rendezte meg, mint az előző évben.
A debütáló országok közül Oroszország teljes belső kiválasztás mellett, míg Szerbia és Montenegró nemzeti döntő alkalmazása mellett döntött. 
| Ország                | Választás módszere | Válogató / Bemutató műsor                         | Közvetítő csatorna                        | Kiválasztás / Bemutatás dátuma | Kiválasztás / Bemutatás dátuma |
| Ország                | Választás módszere | Válogató / Bemutató műsor                         | Közvetítő csatorna                        | Előadó                         | Dal                            |
| --------------------- | ------------------ | ------------------------------------------------- | ----------------------------------------- | ------------------------------ | ------------------------------ |
| Belgium               | nemzeti döntő      | Eurokids                                          | RTBF, VTR                                 | 2005. szeptember 18.           | 2005. szeptember 18.           |
| Dánia                 | nemzeti döntő      | MGP                                               | DR1                                       | 2005. szeptember 17.           | 2005. szeptember 17.           |
| Egyesült Királyság    | nemzeti döntő      | Junior Eurovision Song Contest: The British Final | ITV2                                      | 2005. szeptember 3.            | 2005. szeptember 3.            |
| Fehéroroszország      | nemzeti döntő      | Nem volt külön elnevezése a válogatóműsornak      | Belarusz-1                                | 2005. szeptember 21.           | 2005. szeptember 21.           |
| Görögország           | nemzeti döntő      | Ellinikós Telikós Eurovision Junior               | ERT1, ERT World                           | 2004. szeptember 30.           | 2004. szeptember 30.           |
| Hollandia             | nemzeti döntő      | Junior Songfestival                               | Nederland 1                               | 2004. szeptember 24.           | 2004. szeptember 24.           |
| Horvátország          | nemzeti döntő      | Dječja Pjesma Eurovizije                          | HRT                                       | 2005. július 3.                | 2005. július 3.                |
| Lettország            | nemzeti döntő      | Bērnu Eirovīzija                                  | LTV1                                      | 2005. szeptember 17.           | 2005. szeptember 17.           |
| Macedónia             | nemzeti döntő      | Junior EuroSong                                   | MRT1                                      | 2005. szeptember 17.           | 2005. szeptember 17.           |
| Málta                 | nemzeti döntő      | Junior Song For Europe                            | PBS                                       | 2005. szeptember 24.           | 2005. szeptember 24.           |
| Norvégia              | nemzeti döntő      | Melodi Grand Prix Junior                          | NRK1                                      | 2005. május 28.                | 2005. május 28.                |
| Oroszország           | belső kiválasztás  | Nem rendeztek válogató- és bemutatóműsort         | Nem rendeztek válogató- és bemutatóműsort | 2005. november 10.             | 2005. november 10.             |
| Románia               | nemzeti döntő      | Selecţia Naţională Eurovision Junior              | TVR1                                      | 2005. augusztus 20.            | 2005. augusztus 20.            |
| Spanyolország         | nemzeti döntő      | Eurojunior                                        | La 1                                      | 2005. október 2.               | 2005. október 2.               |
| Svédország            | nemzeti döntő      | Lilla Melodifestivalen                            | SVT1                                      | 2004. október 7.               | 2004. október 7.               |
| Szerbia és Montenegró | nemzeti döntő      | Decija Eurovizija                                 | UJRT                                      | 2004. szeptember 29.           | 2004. szeptember 29.           |

## A verseny
Első alkalommal királyi vendége is volt a versenynek Laurent herceg személyében.

### Fellépési sorrend
Sorozatban harmadszor fordult elő, hogy Görögország nyitotta a versenyt. Emellett ez volt az első alkalom, hogy a fellépési sorrendben utolsóként előadott dal győzött.

## Döntő
- A versenyre eredetileg nevező Ciprus is részt vett volna, de 2005. október 13-án visszaléptek indulójukkal kapcsolatos plágiumgyanú miatt. Az országot Rena Kiriakidi képviselte volna a Tsirko című dallal.

| #  | Ország                | Előadó              | Dal                        | Magyar fordítás                | Helyezés | Pontszám |
| -- | --------------------- | ------------------- | -------------------------- | ------------------------------ | -------- | -------- |
| 01 | Görögország           | Alexandros és Kalli | Tora einai i seira mas     | Most rajtunk a sor             | 6.       | 88       |
| 02 | Dánia                 | Nicolai             | Shake Shake Shake          | Rázd, rázd, rázd!              | 4.       | 121      |
| 03 | Horvátország          | Lorena Jelusić      | Rock Baby                  | Rázd, bébi!                    | 12.      | 36       |
| 04 | Románia               | Alina Eremia        | Țurai!                     | Hé!                            | 5.       | 89       |
| 05 | Egyesült Királyság    | Joni Fuller         | How Does It Feel?          | Milyen érzés?                  | 14.      | 28       |
| 06 | Svédország            | M+                  | Gränslös kärlek            | Határtalan szerelem            | 15.      | 22       |
| 07 | Oroszország           | Vladislav Krutskikh | Doroga k solntsu           | Út a Naphoz                    | 9.       | 66       |
| 08 | Macedónia             | Denis Dimoski       | Rodendeski baknež          | Születésnapi csók              | 8.       | 68       |
| 09 | Hollandia             | Tess                | Stupid                     | Ostoba                         | 7.       | 82       |
| 10 | Szerbia és Montenegró | Filip Vučić         | Ljubav pa fudbal           | Inkább a szerelem, mint a foci | 13.      | 29       |
| 11 | Lettország            | Kids4Rock           | Es esmu maza jauka meitene | Én egy kis kedves lány vagyok  | 11.      | 50       |
| 12 | Belgium               | Lindsay             | Mes rêves                  | Álmaim                         | 10.      | 63       |
| 13 | Málta                 | Thea & Friends      | Make It Right!             | Tedd jobbá!                    | 16.      | 18       |
| 14 | Norvégia              | Malin               | Sommer og skolefri         | Nyár és nincs iskola           | 3.       | 123      |
| 15 | Spanyolország         | Antonio José        | Te traigo flores           | Hozok neked virágot            | 2.       | 146      |
| 16 | Fehéroroszország      | Ksenia Sitnik       | My vmeste                  | Együtt vagyunk                 | 1.       | 149      |

## A szavazás és a nemzetközi közvetítések

### Szavazás

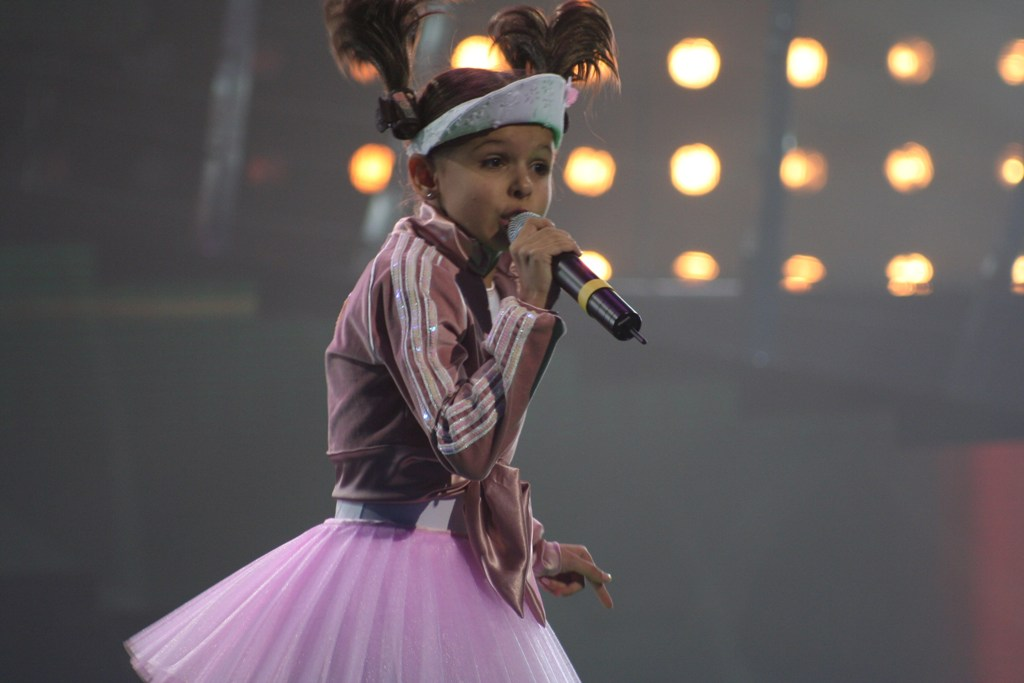
Ksenia Sitnik, a verseny győztese Fehéroroszországból

A szavazás megegyezett a hagyományos versenyen alkalmazott szavazási rendszerrel, vagyis minden ország a 10 kedvenc dalára szavazott, melyek 1-8, 10 és 12 pontot kaptak.
Ez volt az első alkalom, hogy a pontok 1-től 5-ig automatikusan megjelentek a pontozótáblán, és a szóvivők csak a 6, 7, 8, 10 és 12 pontot jelentették be. A pontbejelentők az előző két évben minden pontot bemondtak. 
Először – és máig utoljára – fordult elő, hogy egy részt nem vevő ország is szavazott (Ciprus).
A szavazás a fellépési sorrendnek megfelelően zajlott. A részt nem vevő Ciprus szavazott először, majd utána Görögország és végül Fehéroroszország: az elsőként szavazó Ciprus Görögországot helyezte az élre. Görögország hét pontja után Dánia vezetett, de a nyolc pont után Fehéroroszország vette át a vezetést. A tíz pont után Románia vezetett, viszont a tizenkét pont után Románia és Spanyolország holtversenyben volt első. Dánia négy pontja Spanyolországot helyezte az első helyre. Horvátország három pontja után Norvégia vezetett, de a hét pont után Spanyolország visszavette a vezetést. A tíz pont után Fehéroroszországgal együtt holtversenyben álltak az élen, de a tizenkét pontot Görögország kapta, aki így szintén az első helyre került. Románia öt pontja után csatlakozott hozzájuk Norvégia is. A hat pont után Görögország, a tíz pont után Fehéroroszország, és a tizenkét pont után Spanyolország vezetett. Az Egyesült Királyság hat pontjának köszönhetően a spanyolok és a görögök holtversenyben álltak az első helyen, de a tíz pont a fehéroroszokat helyezte a tabella tetejére, viszont a spanyoloknak adott tizenkét pont által ismét ők vezettek. Ezután még ez a két ország váltotta egymást az első helyen, majd Spanyolország állt az első helyen és Fehéroroszország csak Norvégia tíz pontja után vette át a vezetést, majd megőrizve előnyét első győzelmét aratta. Ez volt az első alkalom, hogy a fellépési sorrendben utolsóként előadott dal győzött. Érdekesség, hogy a két évvel későbbi fehérorosz győztes is utolsóként lépett fel.
A győztes dal három országtól (Oroszország, Lettország, Málta) gyűjtötte be a maximális 12 pontot, míg a legkevesebb 4 pontot a hollandok adták. Emellett a győztes dal mindegyik országtól kapott pontot. Rajtuk kívül még Dániának, Spanyolországnak és Norvégiának sikerült ez, előbbi kettőnek sorozatban harmadszor.

### Ponttáblázat
|                       | Szavazók | Szavazók            | Szavazók    | Szavazók | Szavazók     | Szavazók | Szavazók           | Szavazók   | Szavazók    | Szavazók  | Szavazók  | Szavazók              | Szavazók   | Szavazók | Szavazók | Szavazók | Szavazók      | Szavazók         | Szavazók |
| Össz                  | +12      | Ciprusi Köztársaság | Görögország | Dánia    | Horvátország | Románia  | Egyesült Királyság | Svédország | Oroszország | Macedónia | Hollandia | Szerbia és Montenegró | Lettország | Belgium  | Málta    | Norvégia | Spanyolország | Fehéroroszország |          |
| --------------------- | -------- | ------------------- | ----------- | -------- | ------------ | -------- | ------------------ | ---------- | ----------- | --------- | --------- | --------------------- | ---------- | -------- | -------- | -------- | ------------- | ---------------- | -------- |
| Görögország           | 88       | 12                  | 12          |          | 7            | 12       | 6                  | 6          | 5           | 7         | 3         | 6                     | 4          |          | 6        |          |               | 2                |          |
| Dánia                 | 121      | 12                  | 6           | 7        |              | 8        | 3                  | 1          | 10          | 6         | 12        | 7                     | 5          | 6        | 8        | 7        | 12            | 7                | 4        |
| Horvátország          | 36       | 12                  |             |          | 2            |          |                    |            | 3           |           | 8         | 2                     | 6          |          |          |          | 3             |                  |          |
| Románia               | 89       | 12                  | 10          | 10       |              | 2        |                    | 3          | 4           | 3         | 4         | 5                     | 7          | 3        | 4        |          | 7             | 12               | 3        |
| Egyesült Királyság    | 28       | 12                  |             |          | 3            |          |                    |            |             | 1         |           | 1                     |            | 2        | 2        | 5        |               |                  | 2        |
| Svédország            | 22       | 12                  |             |          | 8            |          |                    |            |             |           |           |                       |            |          |          |          | 2             |                  |          |
| Oroszország           | 66       | 12                  | 3           | 5        | 1            |          | 4                  | 2          |             |           | 1         |                       | 1          | 10       | 3        | 1        | 5             | 6                | 12       |
| Macedónia             | 68       | 12                  |             |          |              | 4        | 8                  | 4          | 1           | 10        |           | 3                     | 10         | 4        | 1        | 2        |               | 1                | 8        |
| Hollandia             | 82       | 12                  | 2           | 4        | 10           |          | 2                  | 7          | 7           | 4         |           |                       |            | 1        | 12       | 8        | 4             | 4                | 5        |
| Szerbia és Montenegró | 29       | 12                  | 1           |          |              | 6        |                    |            |             |           | 10        |                       |            |          |          |          |               |                  |          |
| Lettország            | 50       | 12                  |             | 3        |              | 5        | 1                  | 5          | 2           | 5         | 2         |                       | 2          |          |          | 3        | 1             | 3                | 6        |
| Belgium               | 63       | 12                  | 4           | 2        |              | 1        | 7                  |            |             |           |           | 12                    |            | 7        |          | 4        | 8             | 5                | 1        |
| Málta                 | 18       | 12                  |             | 1        | 5            |          |                    |            |             |           |           |                       |            |          |          |          |               |                  |          |
| Norvégia              | 123      | 12                  | 5           | 6        | 12           | 3        | 5                  | 8          | 12          | 2         | 5         | 10                    | 3          | 8        | 7        | 10       |               | 8                | 7        |
| Spanyolország         | 146      | 12                  | 8           | 12       | 4            | 7        | 12                 | 12         | 8           | 8         | 6         | 8                     | 12         | 5        | 10       | 6        | 6             |                  | 10       |
| Fehéroroszország      | 149      | 12                  | 7           | 8        | 6            | 10       | 10                 | 10         | 6           | 12        | 7         | 4                     | 8          | 12       | 5        | 12       | 10            | 10               |          |

### 12 pontos országok
| Darab | Jutalmazott ország | Szavazó ország                                                  |
| ----- | ------------------ | --------------------------------------------------------------- |
| 4     | Spanyolország      | Egyesült Királyság, Görögország, Románia, Szerbia és Montenegró |
| 3     | Fehéroroszország   | Lettország, Málta, Oroszország                                  |
| 2     | Dánia              | Macedónia, Norvégia                                             |
| 2     | Görögország        | Ciprus, Horvátország                                            |
| 2     | Norvégia           | Dánia, Svédország                                               |
| 1     | Belgium            | Hollandia                                                       |
| 1     | Hollandia          | Belgium                                                         |
| 1     | Oroszország        | Fehéroroszország                                                |
| 1     | Románia            | Spanyolország                                                   |

### Pontbejelentők
A pontbejelentők között volt a dán Caroline Forsberg Thybo és a horvát Nika Turković, akik 2004-ben képviselték országukat.
| 1. Ciprus - Stella María Koukkidi 2. Görögország - Yorgos Kotsougiannis 3. Dánia - Caroline Forsberg Thybo 4. Horvátország - Nika Turković 5. Románia - Beatrice Soare 6. Egyesült Királyság - Vicky Gordon 7. Svédország - Halahen Zajden 8. Oroszország - Roman Kerimov 9. Macedónia - Vase Dokovski | 1. Hollandia - Giovanni Kemper 2. Szerbia és Montenegró - Jovana Vukčević 3. Lettország - Kristiana Stirane 4. Belgium - Max Colombie 5. Málta - Stephanie Bason 6. Norvégia - Karoline Wendelborg 7. Spanyolország - Gonzalo Gutierrez Blanco 8. Fehéroroszország - Anton Lediaev |

## Térkép

Részt vevő országok
Országok, melyek korábban részt vettek, de ebben az évben nem

### Kommentátorok
| Ország                | Kommentátor                                    | Közvetítő csatorna                  |
| Részt vevő országok   | Részt vevő országok                            | Részt vevő országok                 |
| --------------------- | ---------------------------------------------- | ----------------------------------- |
| Belgium               | Ilse Van Hoecke és André Vermeulen (hollandul) | Eén                                 |
| Belgium               | Jean-Louis Lahaye (franciául)                  | La Une                              |
| Dánia                 | Nicolai Molbech                                | DR1                                 |
| Egyesült Királyság    | Michael Underwood                              | ITV2 (élőben) ITV1 (késleltetéssel) |
| Fehéroroszország      | Denis Kurian                                   | Belarusz-1, Belarusz-24             |
| Franciaország         | Elsa Fayer és Bruno Berberes                   | France 3                            |
| Görögország           | n.a.                                           | ERT1, ERT Sat                       |
| Hollandia             | Tooske Ragas                                   | Nederland 1                         |
| Horvátország          | n.a.                                           | HRT                                 |
| Lettország            | Kārlis Streips és Valters Frīdenbergs          | LTV1                                |
| Macedónia             | Milanka Rašik                                  | MTV 1                               |
| Málta                 | Valerie Vella                                  | TVM                                 |
| Norvégia              | Nadia Hasnaoui                                 | NRK1                                |
| Oroszország           | Yuri Nikolaev                                  | Rosszija TV, RTR Planeta            |
| Románia               | Ioana Isopecu és Alexandru Nagy                | TVR1, TVRi                          |
| Spanyolország         | Beatriz Pécker és Lucho                        | TVE1, TVE Internacional             |
| Svédország            | Josefine Sundström                             | SVT1                                |
| Szerbia és Montenegró | Duška Vučinić-Lučić (szerbül)                  | RTS2                                |
| További országok      |                                                |                                     |
| Albánia               | n.a.                                           | RTSH                                |
| Ciprus                | n.a.                                           | CyBC                                |
| Ausztrália            | Kommentár nélkül                               | SBS (késleltetéssel)                |
| Észtország            | n.a.                                           | ETV (késleltetéssel)                |
| Izrael                | Kommentár nélkül                               | IPB (2005. december 7-én)           |
| Portugália            | Eládio Clímaco                                 | RTP1 (2005. december 10-én)         |
| Ukrajna               | Timur Miroshnychenko                           | NTU                                 |

## Lásd még
- 2005-ös Eurovíziós Dalfesztivál
- 2005-ös Fiatal Táncosok Eurovíziója

## Külső hivatkozások
- A verseny hivatalos oldala
- A 2005-ös verseny adatlapja a junioreurovision.tv-n
- A 2005-ös verseny